# حمزة ديراني
حمزة ديراني (بالإنجليزية: Hamza Dirani)، من مواليد عمّان في 16 أغسطس 1982، هو سائق سباقات سيارات وكارتينغ أردني. بدأ مسيرته الرياضية في مجال الكارتينغ، وحقق نجاحًا في عدد من البطولات في الأردن ولبنان ودبي ومصر. وفي عام 2005، انضم إلى فريق Meritus Racing وشارك في سلسلة سباقات فورمولا بي إم دبليو آسيا، ليصبح بذلك أول أردني يشارك في سباقات الفورمولا. وقد أنهى جميع سباقاته ضمن المراكز العشرة الأولى.
يُعد ديراني أيضًا رائد أعمال إلى جانب مسيرته الرياضية، حيث أسس مشروعه الخاص في مجال الكارتينغ عام 2006، ليساهم في تطوير هذه الرياضة محليًا.

## أبرز محطات المسيرة الرياضية
في عام 2005، دخل حمزة ديراني عالم سباقات الفورمولا، حيث شارك في عدد من جولات بطولة فورمولا بي إم دبليو آسيا، وحقق نتائج مميزة بإنهائه جميع السباقات ضمن المراكز العشرة الأولى. كما تمت دعوته للمشاركة كسائق ضيف في بطولة فورمولا فورد على حلبة البحرين الدولية.
واصل ديراني مشاركاته الناجحة في سباقات الكارتينغ، حيث حقق المركز الثالث في بطولة الشرق الأوسط للكارتينغ لعام 2008، ليؤكد استمراره في تحقيق إنجازات رياضية على المستوى الإقليمي.

### قائمة السباقات التي شارك فيها حمزة ديراني
| السنة | البطولة                           | النتيجة       | الدولة                        |
| ----- | --------------------------------- | ------------- | ----------------------------- |
| 2005  | فورمولا فورد البحرين              | المركز الثالث | البحرين                       |
| 2007  | رالي الأردن الدولي                | المركز الثاني | الأردن                        |
| 2008  | كأس الشرق الأوسط للكارتينغ        | المركز الثالث | مصر، الإمارات العربية المتحدة |
| 2023  | بطولة IAME الشرق الأوسط للكارتينغ | المركز الأول  | الإمارات العربية المتحدة      |

## النشاط التجاري
في عام 2006، أصبح حمزة ديراني الممثل الرسمي لعلامة توني كارت (Tony Kart) في الأردن. وفي العام التالي، أسس شركته الخاصة جوردان كارتينغ (Jordan Karting)، التي نظّمت أول سباق بعنوان "تحدي توني كارت الرمضاني"، ليكون من أوائل الفعاليات المنظمة محليًا تحت مظلة هذه العلامة العالمية.
ومنذ ذلك الحين، أصبحت جوردان كارتينغ الشركة الرائدة في مجال رياضة الكارتينغ في الأردن، وتوسعت لتصبح الوكيل الرسمي لعدد من العلامات التجارية العالمية في هذا المجال، من بينها: Birel، وOMP، وRotax، وغيرها.

### قائمة السباقات التي نظّمتها جوردان كارتينغ
| السنة | اسم البطولة                                     | عدد السباقات | الدولة                   |
| ----- | ----------------------------------------------- | ------------ | ------------------------ |
| 2007  | تحدي توني كارت الرمضاني                         | 3            | الأردن                   |
| 2008  | تحدي الكارتينغ الرمضاني                         | 3            | الأردن                   |
| 2009  | تحدي الكارتينغ المفتوح                          | 4            | الأردن                   |
| 2009  | تحدي الكارتينغ الرمضاني                         | 3            | الأردن                   |
| 2009  | بطولة روتاكس ماكس                               | 5            | الأردن                   |
| 2010  | تحدي الكارتينغ المفتوح                          | 4            | الأردن                   |
| 2010  | تحدي الكارتينغ الرمضاني                         | 3            | الأردن                   |
| 2010  | بطولة روتاكس ماكس                               | 5            | الأردن                   |
| 2010  | بطولة الأردن للكارتينغ                          | 5            | الأردن                   |
| 2010  | بطولة الاتحاد السعودي للكارتينغ                 | 7            | المملكة العربية السعودية |
| 2010  | سباق الكارتينغ – المجلس العالمي لرياضة السيارات | 1            | البحرين                  |
| 2011  | تحدي الكارتينغ الرمضاني                         | 3            | الأردن                   |
| 2023  | بطولة IAME الشرق الأوسط                         | 2            | الإمارات العربية المتحدة |

## مدرسة الكارتينغ
فيما يلي بعض النتائج البارزة لسائقين تلقّوا التدريب أو الرعاية من حمزة ديراني، سواء قبل تأسيس مدرسة الكارتينغ أو أثناء إدارتها:
| السنة | السائق          | البطولة                           | الفئة    | النتيجة       |
| ----- | --------------- | --------------------------------- | -------- | ------------- |
| 2004  | حمزة عبد الهادي | بطولة الأردن للكارتينغ            | الكبار   | المركز الثاني |
| 2004  | حمزة عبد الهادي | سباق العقبة للكارتينغ             | الكبار   | الفائز        |
| 2006  | سِري راسخ        | بطولة الأردن للكارتينغ            | الكبار   | المركز الثاني |
| 2006  | حياة أبو سمرة   | بطولة الأردن للكارتينغ            | الكبار   | كأس السيدات   |
| 2007  | محمد مرادي      | بطولة روتاكس ماكس – الجولة الأولى | الكبار   | الفائز        |
| 2007  | فرح زكريا       | بطولة الأردن للكارتينغ            | الناشئين | الفائزة       |
| 2008  | عثمان أبو سمرة  | بطولة الشرق الأوسط للكارتينغ      | الناشئين | الفائز        |
| 2008  | محمد بُسْطامي     | بطولة الأردن للكارتينغ            | الكبار   | المركز الثاني |
| 2008  | محمد بُسْطامي     | تحدي الكارتينغ الرمضاني           | الكبار   | الفائز        |
| 2008  | حمزة بُسْطامي     | تحدي الكارتينغ الرمضاني           | الناشئين | الفائز        |
| 2023  | عبد الله كامل   | ألعاب السعودية                    | غير محدد | الفائز        |
| 2024  | عبد الله كامل   | بطولة روتاكس ماكس – السعودية      | الكبار   | الفائز        |